# استان گیونگ‌سانگ جنوبی
استان گیونگ‌سانگ جنوبی (به انگلیسی: Gyeongsangnam-do) یکی از ۱۶ استان کشور کره‌جنوبی است.